# Mohammed Yaseen Mohammed
Mohammed Yaseen Mohammed, folkbokförd Mohamed Yassen-Mohamed, född 1 juli 1963 i Erbil, Irak, död 24 juni 2020 i Örebro Mikaels distrikt, Sverige, var en irakisk tyngdlyftare.
Han deltog i bland annat i 67,5 kg-klassen vid olympiska sommarspelen 1980 (där sammanlagt 270 kg räckte till 17:e plats), Asiatiska mästerskapen 1982 – där han tog en bronsmedalj – samt i 75 kg-klassen vid sommar-OS 1984 (totalt 320 kg och 6:e plats).
Mohammed avled 24 juni 2020 i Sverige, i sviterna av Covid-19-infektion.